# ملا محمدلی
ملّا محمدلی (به لاتین: Mollaməmmədli) یک منطقه مسکونی در جمهوری آذربایجان است که در شهرستان بردع واقع شده است. ملا محمدلی ۳۹۹ نفر جمعیت دارد.